# Edmond Aubert
Edmond Aubert, né à Monaco, fut un conseiller national monégasque ainsi que le président de l'AS Monaco FC en 1969.

## Biographie
Edmond Aubert fut président de l'AS Monaco FC en 1969, succédant au président monégasque Max Principale. Durant sa présidence, l'AS Monaco connu la descente en Division 2.
Edmond Aubert fut par ailleurs conseiller national de 1968 et 1993.